# Kavelbro

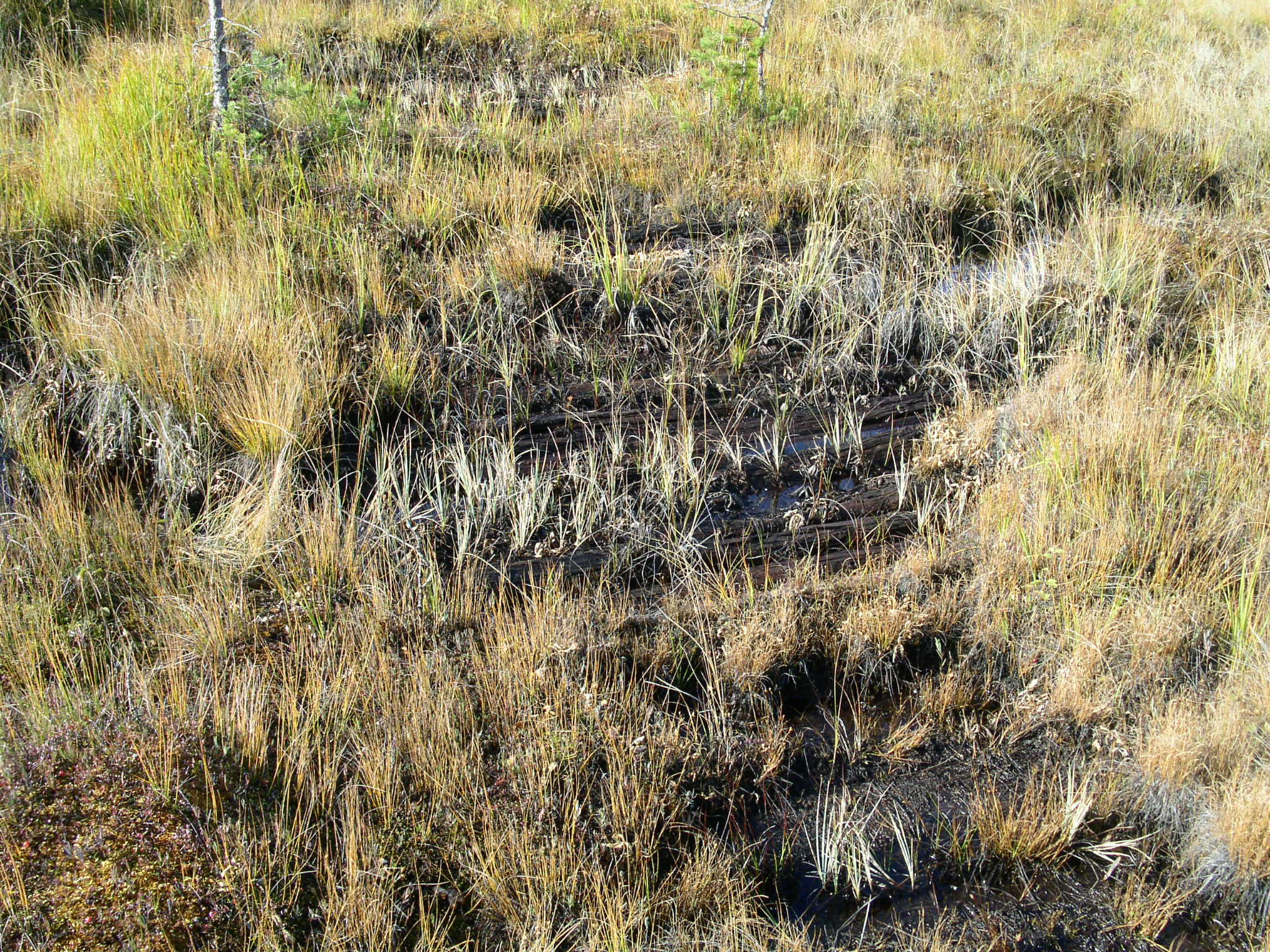
Del av kavelbro från tidigt 1800-tal över en blöt myr i Floda socken i Dalarna.

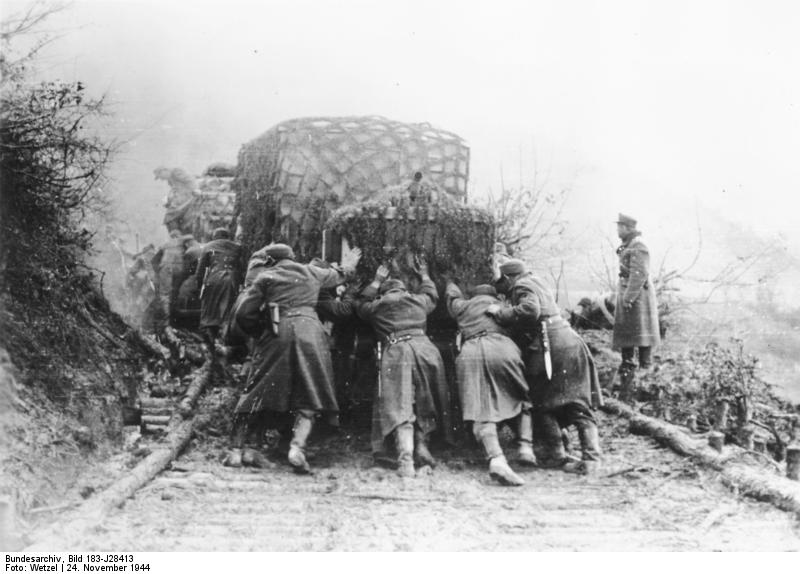
Under krig har kavelbroar ofta använts då de vanliga vägarna förstörts. Bild från andra världskriget där tyska soldater använder sig av en kavelbro för att transportera sig igenom Jugoslavien.

Kavelbro är en förstärkning för enkla vägar över sankmark. Kavelbron består av timmerstockar lagda tätt intill varandra tvärs vägens riktning, likt sliprar på en järnväg. Stockarna fördelar belastningen av fordonets tyngd och hindrar det från att sjunka ner i marken. Kavelbron fungerar inte som en fördämning, utan tillåter ett visst flöde av vatten från den ena till den andra sidan av bron.